# Бой под Меммингеном
Бой под Меммингеном (фр. Combat de Memmingen) — бой, произошедший 14 октября 1805 года у немецкого города Мемминген к югу от Ульма между французскими и австрийскими войсками во время Войны третьей коалиции.

## Предыстория
После перехода Дуная 7 октября в Донаувёрте, Великая Армия приближается к Ульму, чтобы отрезать армию генерала Мака от армии Кутузова и эрцгерцога Иоанна на юге.
В то время, как Ней и Ланн переходят Дунай в Эльхингене, чтобы отрезать дорогу в Моравию, Сульт направляется в Мемминген, чтобы отрезать путь в Тироль.

## Ход боя
14 октября 4-й армейский корпус Сульта подошёл к городу. Маршал предупреждает губернатора города, генерала Карла Шпангена, что если австрийцы не сложат оружие, французы начнут бомбардировки города и сожгут его. 4500 человек австрийцев сдаются в плен.

## Результаты
С занятием Меммингена, на правом берегу Ульм был охвачен французами полностью. Корпус маршала Сульта теперь был в состоянии предотвратить любую попытку австрийцев прорваться в Тироль. 19 октября маршал разбил австрийскую колонну между Лойткирхом и Вурцбахом.